# P-Keltisch
P-Keltisch is een verzamelnaam voor die Keltische talen waarbij de Proto-Indo-Europese *kw- in een *p- veranderde. Volgens de theorie die het Keltisch onderverdeelt in Insulair Keltisch en Continentaal Keltisch trad deze ontwikkeling echter op verschillende plaatsen onafhankelijk op.
P-Keltische talen zijn onder andere:
- Alle Britse talen.
- Gallisch
- Lepontisch

Aangezien Gallisch en Lepontisch uitgestorven zijn, wordt P-Keltisch vaak gebruikt als synoniem voor de Britse talen.